# Összhangzattan
Az összhangzattan a hangok akkordokba rendeződésének alapelveiről szóló tan. Az akkordhoz minimum három hang szükséges (két hang csak hangköz, egy hang pedig csak hang).
Ezenkívül nemcsak az egyes akkordokkal foglalkozik, hanem az akkordok összekötésének szabályaival is. Ilyen például a legkisebb mozgás elve, ami azt jelenti, hogy az akkordok legkisebb elmozdulásával hozzuk létre a következő akkordot (ez érvényes mind a klasszikus zene, mind a könnyűzene – köztük a dzsessz – harmóniakötési szabályaira). Vannak bizonyos szabályok, amelyek adott korszakokra jellemzők: XVI. századtól a XIX. századig fontos volt – noha fokozatosan lazultak a szabályok – például a szeptimhangok lefelé oldása és a vezetőhangok felfelé oldása, a lefelé módosított hangok lefelé való továbbvezetése, a fölfelé módosítottak fölfelé való továbbvezetése, a kvintpárhuzam tilalma, a hármashangzatok speciális kettőzései négy szólam esetén. Fontos megjegyezni, hogy nem az összhangzattan született meg először, hanem az egyes folyamatok megfigyeléséből, vizsgálatából születtek a szabályok (ahogy az élő nyelvek esetében a nyelvtani szabályok). Természetesen a megszületett szabályok inspirálólag hatottak azok továbbfejlesztésére, és ezáltal új kifejezési módok megteremtésére (pl. a reneszánsz ellenpont – schönbergi dodekafónia – szeriális stílus).
Az összhangzattan alapelveinek két fő megközelítési szemléletmódját különíthetjük el: az egyik a reneszánsz korszak kontrapunktikus építkezése, amely a dallamvonalakat – és azokra vonatkozó szabályrendszereket – kiindulásként véve alkotja meg az akkordokat (15–16. század), míg a másik az akkordokat alapul véve alkotja meg a dallamot. Ez utóbbi a barokk korszaktól (17. század) a későromantikáig, sőt napjainkig is nemcsak a klasszikus zene, hanem a rock, a dzsessz mainstream irányvonalának alapelve. Természetesen az átmenet fokozatos volt az első gondolkodásmódból a másodikba, és nem egyirányú haladást jelent, hanem van visszatekintés (Schönberg ellenpontja a reneszánsz ellenpontra).
Az első jelentősebb ismert ellenpont-tankönyvet a flamand Johannes de Verwere (latinos nevén Tinctoris) írta 1477-ben Liber de arte contrapuncti címmel, aki Nápolyban I. Ferdinánd udvari karmestere volt. Mint az akkori idők zeneelméletének nagyobb része, ez az értekezés is latin nyelvű.
Az összhangzattan oktatása Magyarországon középiskolában indul (kizárólag a zeneművészeti képzésben), és a zeneművészeti főiskolákon, illetve a Zeneakadémián folytatódik. A zeneszerzés szakon a reneszánsz és barokk kontrapunkt illetve a 20. századi kontrapunkt gyakorlati oktatása is folyik mint a kreatív alkotói gondolkodás serkentője.